# 1116 Catriona
1116 Catriona là một tiểu hành tinh vành đai chính bay quanh Mặt Trời. Nó được phát hiện bởi Cyril Jackson ngày 5 tháng 4 năm 1929 ở Johannesburg, South Africa. Tên ban đầu của nó là 1929 GD. Nó có đường kính khoảng 39 km và bay quanh Mặt trời theo chu kỳ 5 năm.